# Pferderennen Arosa

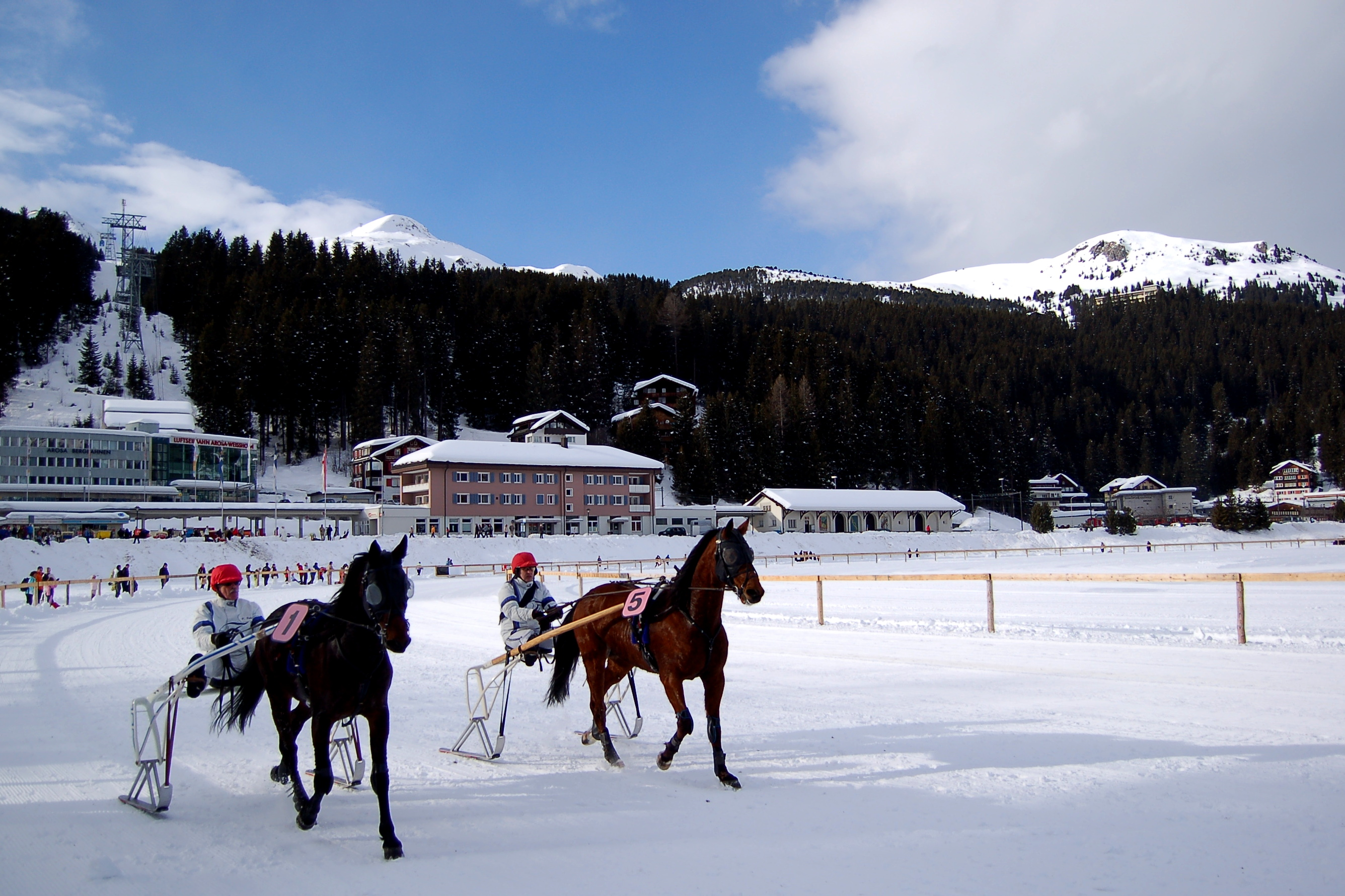
Pferderennbahn auf dem Obersee. Im Hintergrund der Tschuggenwald mit Weisshornbahn, der Bahnhof Arosa und das Brüggerhorn

Die Pferderennen Arosa auf Schnee sind eine jährlich im Januar stattfindende Winter-Pferdesportveranstaltung im Schweizer Sport- und Ferienort Arosa. Die Wettkämpfe finden seit 1911 auf dem gefrorenen Obersee statt und zählen zu den ältesten Pferderennen der Schweiz.

## Bewerbe
Jeweils im Januar wird mit den Aroser Pferderennen die Bündner Turf-Saison eröffnet. Nebst über 1800 beziehungsweise 1725 Meter führende Flach- und Trabrennen sowie berittene Skijörings für Sponsoren stehen hier weltweit einzigartige, 2200 messende Hürdenrennen auf Schnee auf dem Programm.
Eine Woche nach dem Ersten findet auf dem Obersee-Oval der zweite Renntag statt. Hauptereignis ist der mit 12'000 Franken dotierte Preis von Arosa Tourismus. Die Pferderennen Arosa werden als Gala-Anlässe nicht nur von entsprechenden Kennern besucht, sondern auch von Feriengästen aus aller Welt.
Weitere Pferderennen dieser Art werden, nebst Arosa, europaweit nur auf dem St. Moritzersee durchgeführt.

## Geschichte
Am 29. Dezember 1910 regte der dortige Hotelierverein an, den Skijöring-Sport vor Ort einzuführen. Bereits am 13. Januar 1911 wurde der Skijöring-Club Arosa unter dem Vorsitz von Frau Direktorin Richter vom Waldsanatorium gegründet, und am 29. des gleichen Monats konnte das erste Rennen auf dem Obersee gestartet werden. Es waren ausschliesslich Arbeitspferde aus dem Schanfigg am Start. Das Reglement bestimmte, dass werktags von 9 bis 11 Uhr auf der Rennbahn trainiert werden konnte, während die Wett- und Schaufahrten jeweils am Sonntagnachmittag durchgeführt wurden.

Zuschauer am Pferderennen 1913

Schon bald erschienen die ersten Vollblutpferde am Start, und durch sie wurde das Programm um Flach- und Trabrennen erweitert. Infolgedessen wurde der Skijöring-Club in „Rennverein Arosa“ umbenannt und er bekam neue Statuten. In den Anfangsjahren des Ersten Weltkriegs wurden keine Rennen veranstaltet, doch 1917 nahmen die Verantwortlichen ihre Tätigkeit wieder auf. Verschiedene schweizerische Rennställe nutzten die Gelegenheit zum Training und zu gut besetzten Wettkämpfen. 1921 trat der Verein dem Schweizerischen Rennverband bei. Von 1926 bis 1930 konnten wiederum keine Rennen durchgeführt werden, der Rennverein entstand jedoch 1930 aufs Neue. Für 1931 war die Durchführung eines Concours Hippique vorgesehen, der jedoch unter sehr schwierigen Neuschneebedingungen stattfinden musste.
In den darauffolgenden Jahren wurden insbesondere Militär-, Trab- sowie berittene und unberittene Skijöringrennen veranstaltet. Die Rennbahn war den ganzen Winter über fahrbar und diente nicht nur dem Rennsport, sondern stand auch dem privaten Reit- und Skijöringsport zur Verfügung. 1933 mussten die Wettbewerbe mangels genügender Eisdecke auf die Oberseepromenade verlegt werden. Die Einrichtung eines Flugplatzes auf dem Obersee bedingte eine Anpassung der Organisation, wobei der Flugbetrieb während der Pferderennen jeweils ruhte.
In der Folge erfuhren die Bewerbe gewisse Modifikationen; so wurde 1937 die Veranstaltung auf zwei Tage ausgedehnt. 1941 zählte man trotz Kriegswirren 4.000 Zuschauer, wohingegen die Rennen 1943 und 1945 mangels Pferdefutter sowie 1944 infolge Schneesturms ausfallen mussten. 1947 pachtete der Kurverein Arosa eine alte Militärbaracke beim Bahnhof Arosa als permanente Stallung. 1953 fanden die Rennen erstmals an zwei Sonntagen statt.
1980 wurde die „IG Pferderennen auf Schnee“ als Nachfolger des Aroser Rennvereins aus der Taufe gehoben. Verschiedentlich versank die Pistenraupe bei der Präparation der Rennpiste ganz oder teilweise im Seewasser. 1983 lehnte es der Gemeinderat Arosa ab, die Rennpferde behelfsmässig im Sammelschutzraum der Zivilschutzanlage Ochsenbühl unterzubringen. 1984 musste der zweite Renntag wegen instabiler Unterlage abgesagt werden; man vermutete einen Zusammenhang zwischen Eisdeckenbildung sowie der Entnahme und Rückführung von Wasser für das Kunsteis der Eissporthalle Obersee. Daneben gab es erneut Probleme mit der Einstallung der Rennpferde, da der Lagerschuppen der Arosabahn abgerissen wurde; die Bürgergemeinde Chur weigerte sich, einen Alpstall auf Maran als behelfsmässige Unterkunft zur Verfügung zu stellen.
1992 wurde das offizielle 75-Jahr-Jubiläum der Aroser Pferderennen begangen. Von 2002 an wurde aus verschiedenen Gründen für kurze Zeit auf eine Durchführung der Veranstaltung verzichtet. In den Jahren 1965, 1974, 1986, 1998, 2012, 2013 und 2015 fanden mangels stabiler Eis- oder Schneedecke keine Rennen statt.

## Jüngste Entwicklungen

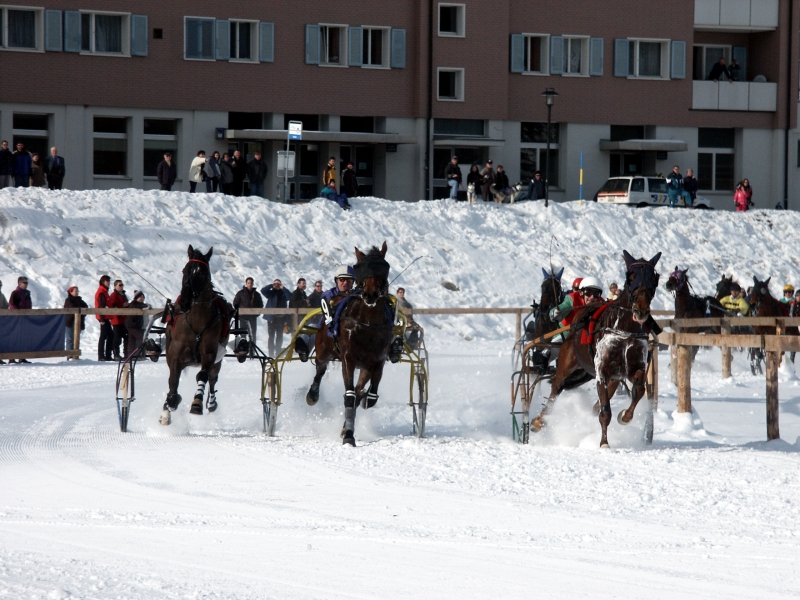
Rennszene aus dem Jahr 2010

Bis dato hatten die Pferderennen Arosa grundsätzlich einen festen Platz im nationalen Veranstaltungskalender; sie wurden entsprechend von zahlreichen und bekannten Teilnehmern besucht. Aufgrund der Nichtdurchführung der Rennen 2012 und 2013 geriet der Veranstalter allerdings in finanzielle Schieflage, sodass im November 2013 zunächst die Absage der Rennen vom 19. und 26. Januar 2014 bekanntgegeben wurde. Dies stiess in Fachkreisen auf Unverständnis und Bedauern.
Durch den vereinten persönlichen Einsatz von OK-Präsident Christian Hebeisen, Hauptsponsor Carl Brauch sowie Kurdirektor Pascal Jenny gelang es jedoch, innerhalb kurzer Zeit zusätzliche Sponsorenbeiträge in der Höhe von 40.000 Franken zu generieren. Da ein Ausfall der Rennen insbesondere im sportlichen Bereich auch negative Auswirkungen auf das White Turf in St. Moritz gehabt hätte, sprachen zudem die dortigen Organisatoren einen einmaligen finanziellen Beitrag zu. Damit konnte die Durchführung für das Jahr 2014 doch noch sichergestellt werden.
In der Folge wurden die Strukturen des Anlasses überarbeitet. Mit der Gründung des Arosa Horse Clubs wurde ein Gefäss geschaffen, über das Einnahmen generiert und die Pferderennen Arosa finanziell unterstützt werden kann. Yves von Ballmoos übernahm das OK-Präsidium von Christian Hebeisen. Weiter wurde in Zusammenarbeit mit dem St. Moritzer White Turf eine neue «World Snow Hurdle Championship» ins Leben gerufen. Die damit geschaffene Renntrilogie soll für die Besitzer von Hürden-Rennpferden zusätzliche Anreize schaffen. Infolge schlechter Rennpiste konnten die für den 18. und 25. Januar 2015 angesetzten Bewerbe allerdings nicht stattfinden.
Nachdem auch 2016 die Pistenverhältnisse eine Durchführung der Pferderennen verunmöglichten, konnten am 22. und 29. Januar 2017 plangemäss zwei Renntage durchgeführt werden. Die erstmals von der im Bahnhofsgebäude Arosa aufgewachsenen Martina Luzi präsidierten Veranstaltungen fanden bei guten äusseren Bedingungen statt und lockten insgesamt rund 6'000 Zuschauer aufs Renngelände.

## Varia
Seit 1963 werden die Rennen im Gegenuhrzeigersinn geführt, was insbesondere der Attraktivität der Zuschauerfelder rund um den Oberseeplatz und an der Poststrasse dient. Das Jahr 1991 sah die vorübergehende Einführung des höchstgelegenen Wettschalters der Welt, auf der Restaurantterrasse des Weisshorns.